# 마츠다 사토시
마츠다 사토시(일본어: 松田 悟志, 1978년 12월 16일 ~)는 일본의 배우이다. 오사카부 오사카시 히라노구 출신이며 노스 프로덕션 소속이다. 본명은 마스다 토모노리(일본어: 益田 知紀)이다.

## 출연작
- 가면라이더 류우키 - 야키야마 렌 / 가면라이더 나이트
- 가면라이더 555 - 크랩 오르페녹
- 가면라이더 드래곤나이트 - 렌 / 윙 나이트